# کلارکستون، ایست رنفروشر
کلارکستون (به انگلیسی: Clarkston) یک شهرک در اسکاتلند است که در رنفروشر شرقی واقع شده‌است. کلارکستون ۱۴٬۹۴۴ نفر جمعیت دارد.